# Lundia neolonga
Lundia neolonga là một loài thực vật có hoa trong họ Chùm ớt. Loài này được L.G.Lohmann mô tả khoa học đầu tiên năm 2010.